# Departamento de Laishí
Departamento de Laishí är en kommun i Argentina.   Den ligger i provinsen Formosa, i den nordöstra delen av landet, 900 km norr om huvudstaden Buenos Aires.
I omgivningarna runt Departamento de Laishí växer huvudsakligen savannskog. Runt Departamento de Laishí är det mycket glesbefolkat, med 5 invånare per kvadratkilometer.